# Hřib žlutomasý

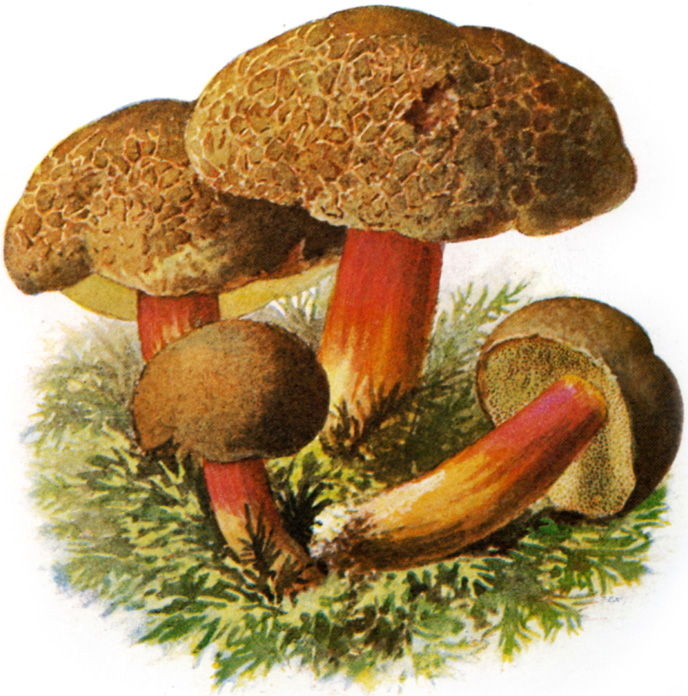
Hřib žlutomasý - ilustrace

Hřib žlutomasý (Xerocomellus chrysenteron (Bull.) Šutara 2008) neboli babka je jedlá houba z čeledi hřibovitých. Z houbařského hlediska jde o jedlý, ale nepříliš ceněný druh horší jakosti. Také bývá často napadán červy a plísněmi.

## Synonyma
- Boletus communis Bull. 1798[2]
- Boletus chrysenteron Bull. 1791[2]
- Boletus pascuus (Pers.)[3]
- Ceriomyces communis (Bull.) Murrill 1909[2]
- Xerocomellus chrysenteron (Bull.) Šutara 2008[2]
- Xerocomus chrysenteron (Bull.) Quélet 1888[2]
- Xerocomus communis (Bull.) Bon 1984[2]

- hřib žlutomasý
- suchohřib babka[4]
- suchohřib žlutomasý
- babka[5]

Dále existují lidové a krajové názvy jako: hříbek máslový, mračinko, ovčí hříbek, podhříbek, podhoubek (Lomnicko), podlipník (Frenštátsko), podzemník (Unhošťsko), pupek, ševčík a židák (Olomoucko).

## Vzhled

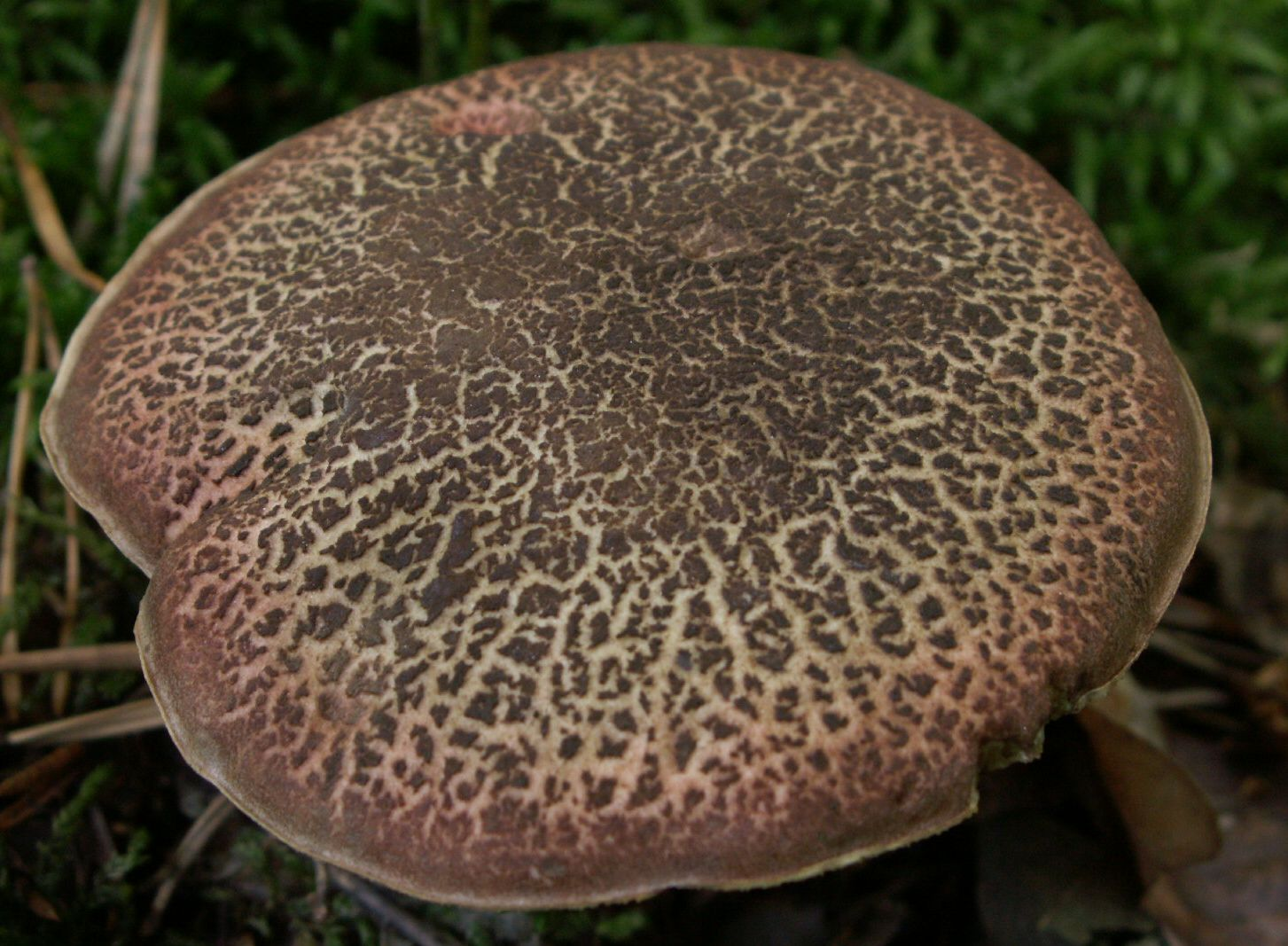
Praskliny pokožky klobouku mají načervenalý nádech

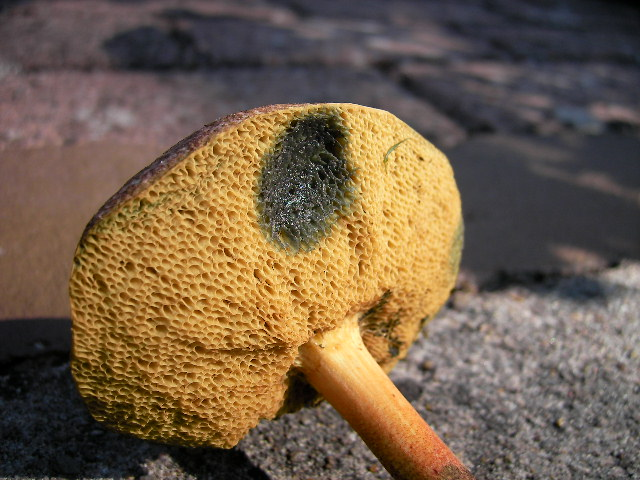
Poškozená místa často vykazují zelenomodrou barevnou reakci

### Makroskopický
Klobouk dosahuje 30 - 80 (110) milimetrů, v mládí je polokulovitý, poté klenutý, ve stáří poduškovitý až ploše rozprostřený. Povrch má šedohnědou, šedookrovou, světle- až tmavohnědou barvu, někdy s olivovým nádechem. Pokožka je matná, nelesklá, suchá. V mládí hladká až sametová, později i jemně plstnatá. Obvykle rozpraskává na malá políčka. Praskliny bývají načervenalé, protože se (obzvlášť v mládí) pod pokožkou klobouku nachází červenavá vrstva.
Rourky jsou 4 - 10 (13) milimetrů dlouhé, společně s póry mají nejprve žluté zbarvení, později jsou žlutoolivové až olivově zelené. Při poškození mají tendenci měnit barvu do modra či zelena.
Třeň skoro válcovitý, někdy u báze silnější, bez síťky. V horních partiích je zbarven žlutě, níže (nebo celý) bývá načervenalý až vínově červený. Povrch kryjí červenavá až hnědá zrníčka.
Dužnina má v oblasti klobouku a vrchní části třeně nažloutlé až žluté zbarvení, v nižších partiích může být načervenalá, v bazální části až nahnědlá. Při poškození více nebo méně modrá. Chuť je mírná až nakyslá, vůně nenápadná.

### Mikroskopický
Povrch klobouku je tvořen palisádodermem 8 - 18 μm širokých hyf. Výtrusy dosahují (10) 11 - 15 (17) × (4) 5 - 6 (6,5) μm, jsou hladké, elipsovitě vřetenovité, patrná je mělká suprahilární deprese. Výtrusný prach je olivově hnědý.

## Výskyt
Hojný druh rozšířený od nížin až po horské oblasti. Roste pod listnatými i jehličnatými stromy v lesích i mimo les na antropogenních a synantropních stanovištích, jako jsou parky nebo hráze rybníků. Albert Pilát jej uváděl jako druh smíšených lesů na půdách nevápenatých, v rámci bučin v nížině a pahorkatině, dále do smrkových monokultur na kyselejších půdách v nížině a pahorkatině a nakonec mezi houby pásma kosodřevin mykorhizně vázané na kosodřevinu. Fruktifikuje od června do poloviny října, výjimečně do začátku listopadu.

## Rozšíření
Hřib žlutomasý roste v Severní Americe (Kanada, USA), Asii (Japonsko, Tchaj-wan), Austrálii (včetně Tasmánie a Nového Zélandu) a v Evropě, konkrétně v následujících zemích: Andorra, Belgie, Bělorusko, Česká republika, Dánsko, Finsko, Francie, Gibraltar, Chorvatsko, Irsko, Itálie, Lucembursko, Maďarsko, Německo, Nizozemsko, Norsko, Polsko, Rakousko, Slovensko, Slovinsko, Španělsko, Švédsko, Švýcarsko, Spojené království (včetně ostrova Man).

## Záměna
- hřib sametový (Xerocomellus pruinatus) - pokožka zpravidla nerozpraskává a má tmavší barvu až s vínovým odstínem
- hřib uťatovýtrusý (Xerocomellus porosporus) - v prasklinách pokožky chybí narůžovělý odstín
- hřib plstnatý (Xerocomus subtomentosus) - plodnice pevnější konzistence, zpravidla nerozpraskaný klobouk
- hřib osmahlý (Xerocomus ferrugineus) - pevnější konzistence, zpravidla nerozpraskaný klobouk, dužnina bledá až krémová
- hřib políčkatý (Xerocomellus cisalpinus) - silně modrající dužnina ve spodní části třeně

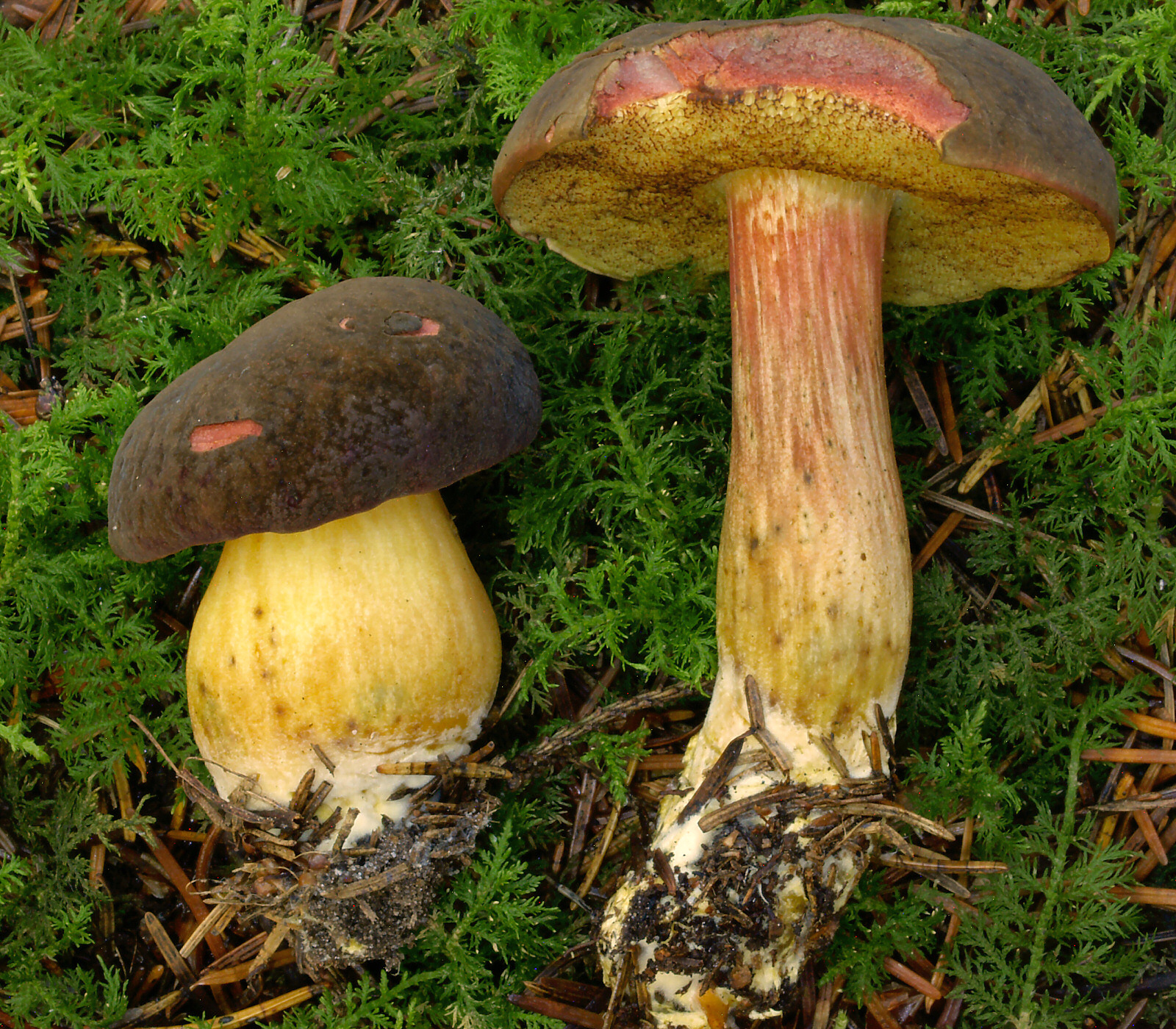
hřib sametový
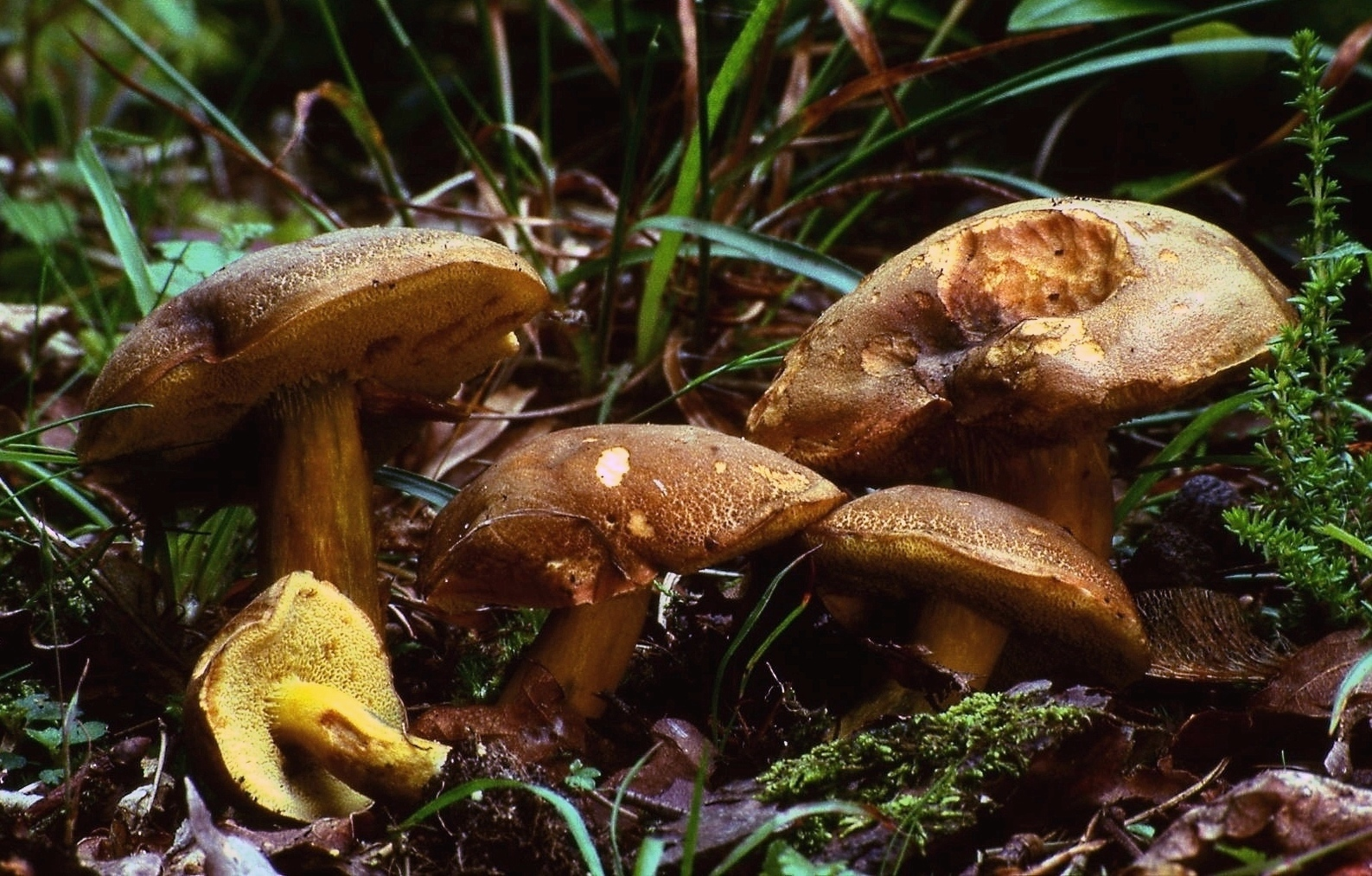
hřib uťatovýtrusý
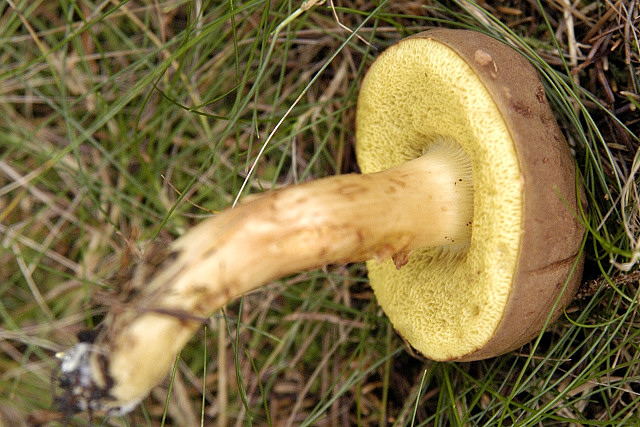
hřib plstnatý
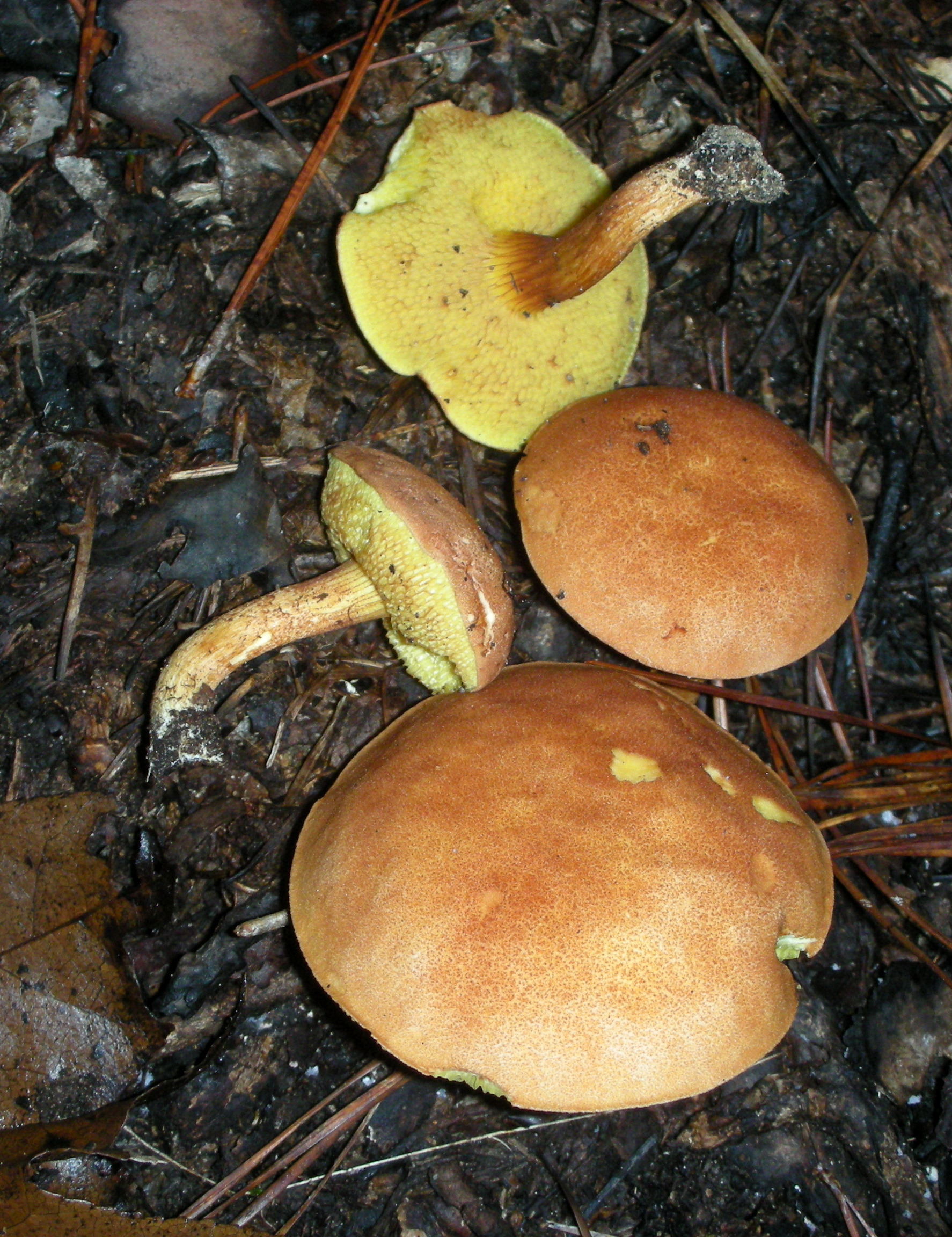
hřib osmahlý
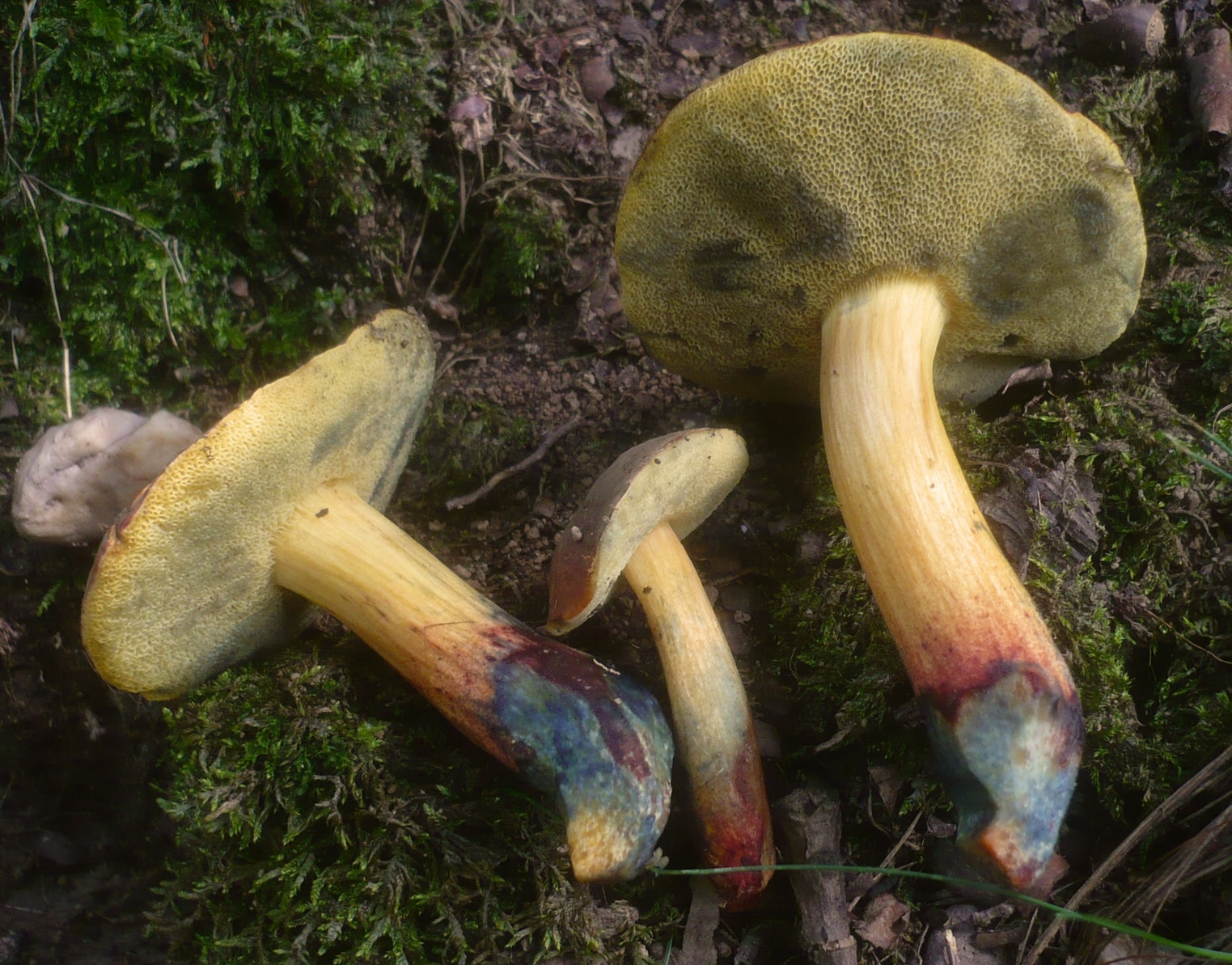
hřib políčkatý

## Praktický význam
Jedlá houba kvalitativně horší než ostatní hřiby. Dužnina je měkká, obsahuje vysoký podíl vody, a proto snadno podléhá zkáze. Bývá napadána plísněmi a dalšími houbami. Velmi často na ní parazituje nedohub zlatovýtrusný (Hypomyces chrysospermus), který se v posledních fázích vývoje projevuje zlatožlutým povlakem. Nedohub vytváří jedovaté mykotoxiny, a proto by jím stižené plodnice neměly být konzumovány.
Produkované toxiny by mohly způsobit nepravou otravu, hypoteticky možná i rakovinu. Doporučuje se proto sbírat jen mladé plodnice bez známek napadení, a to výhradně pro okamžité zpracování. Nevhodné je tedy např. sušení. Nedohub se vyskytuje (v malém rozsahu) i na povrchu mladých plodnic a může se tedy v průběhu sušení rozšířit na ostatní houby.